# 洛察內河

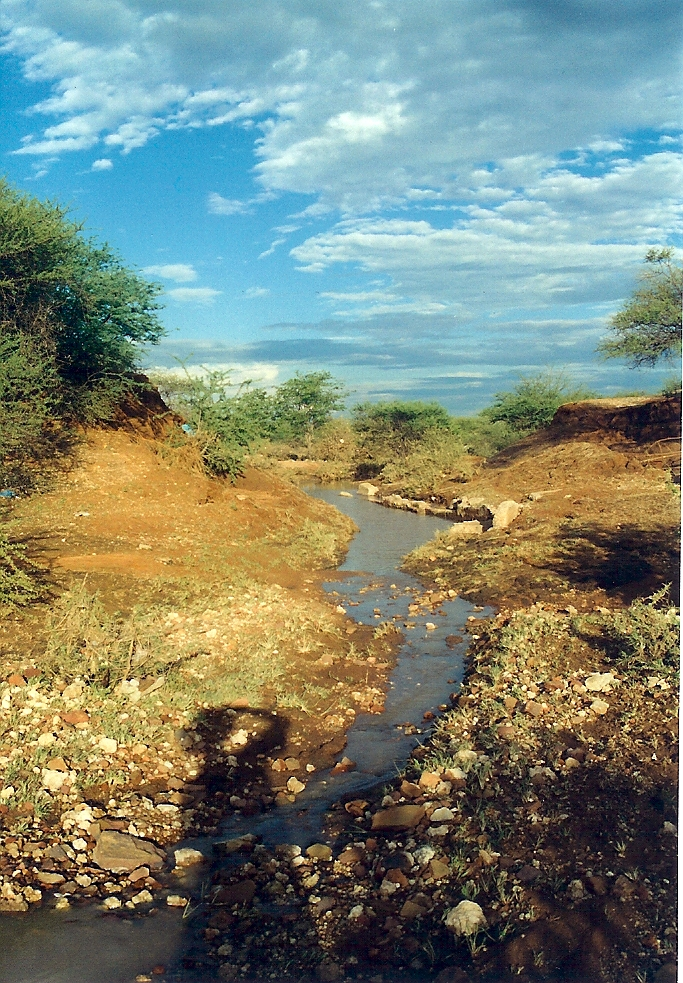

22°40′42″S 28°11′25″E / 22.67833°S 28.19028°E
洛察內河（英語：Lotsane River）是博茨瓦納的河流，位於該國東南部，屬於林波波河的左支流，流域面積9,748平方公里，發源自喀拉哈里沙漠東側，河上的大壩建於2012年。